# Luci Corneli Dolabel·la (pretor)
Luci Corneli Dolabel·la (en llatí: Lucius Cornelius Dolabella) va ser un magistrat, militar i senador romà.
L'any 100 aC va ser pretor i després propretor a Hispania el 99 i 98 aC, i va celebrar un triomf per les seves victòries a aquesta província sobre 
els lusitans.